# Jiří Kabát (violista)
Jiří Kabát (* 19. července 1984 Praha) je český violista a skladatel, ředitel Základní umělecké školy Pardubice - Polabiny.
Je absolventem Pražské konzervatoře a Royal Conservatoire of Scotland v Glasgow ve Skotsku ve třídě prof. Lva Atlase s titulem Master’s of Music (MMus.). Vedle hry na violu se věnuje též komponování a dirigování (absolvent Pražské konzervatoře u prof. Miriam Němcové, prof. Miroslava Košlera, resp. prof. Jiřího Gemrota) . Jako sólista nebo dirigent vystupoval př. s Collegiem Českých Filharmoniků, Pražskou Komorní Filharmoní, Pražskými Komorními Sólisty, Barocco sempre giovane, RSAMD Wind Orchestra, Komorní filharmonií Pardubice, Filharmonií Hradec Králové, Plzeňskou filharmonií, a s dirigenty Nigelem Boddicem, Davidem Švecem, Markem Šedivým a dalšími. Byl členem Vlachova kvarteta Praha a Pavel Haas Quartet.